# Тиранчик-рудь
Тира́нчик-рудь (Euscarthmus) — рід горобцеподібних птахів родини тиранових (Tyrannidae). Представники цього роду мешкають в Південній Америці.

## Таксономія і систематика
Молекулярно-генетичне дослідження, проведене Телло та іншими в 2009 році дозволило дослідникам краще зрозуміти філогенію родини тиранових. Згідно із запропонованою ними класифікацією, рід Тиранчик-рудь (Euscarthmus) належить до родини тиранових (Tyrannidae), підродини Еленійних (Elaeniinae) і триби Euscarthmini. До цієї триби систематики відносять також роди Тиран-карлик (Ornithion), Каландрита (Stigmatura), Інезія (Inezia), Тиран-малюк (Zimmerius), Тиран-крихітка (Phyllomyias), Тиранчик-тонкодзьоб (Camptostoma) і Тиранчик-довгохвіст (Mecocerculus).

## Види
Виділяють три види:
- Тиранчик-рудь білочеревий (Euscarthmus meloryphus)
- Euscarthmus fulviceps[6]
- Тиранчик-рудь білогорлий (Euscarthmus rufomarginatus)

## Етимологія
Наукова назва роду Euscarthmus походить від сполучення слів дав.-гр. ευ — добре і σκαρθμος — стрибаючий.